# National Board of Review Awards 2004
76th NBR Awards

11 de janeiro de 2005
Melhor Filme: 

 Finding Neverland 
O 76º National Board of Review Awards, homenageando os melhores filmes de 2004, foi concedido em 11 de janeiro de 2005.

## Top 10: Melhores Filmes do Ano
Filmes listados em ordem alfabética (de acordo com o título original), exceto o primeiro, que é classificado como Melhor Filme do Ano:
1. Finding Neverland
2. The Aviator
3. Closer
4. Million Dollar Baby
5. Sideways
6. Kinsey
7. Vera Drake
8. Ray
9. Collateral
10. Hotel Rwanda

## Melhores Filmes Estrangeiros do Ano
(em ordem alfabética)
1. Diários de Motocicleta
2. Les choristes
3. Má Educação
4. Mar Adentro
5. Maria Cheia de Graça

## Melhores Documentários do Ano
1. Born into Brothels
2. Z Channel: A Magnificent Obsession
3. Paper Clips Project
4. Super Size Me
5. The Story of the Weeping Camel

## Vencedores
- Melhor Filme: 
  - Finding Neverland
- Melhor Filme Estrangeiro: 
  - Mar Adentro, Espanha, França, Itália
- Melhor Ator: 
  - Jamie Foxx - Ray
- Melhor Atriz: 
  - Annette Bening - Being Julia
- Melhor Ator Coadjuvante: 
  - Thomas Haden Church - Sideways
- Melhor Atriz Coadjuvante: 
  - Laura Linney - Kinsey
- Melhor Elenco: 
  - Closer
- Melhor Ator Revelação: 
  - Topher Grace - In Good Company e P.S.
- Melhor Atriz Revelação: 
  - Emmy Rossum - The Phantom of the Opera
- Melhor Diretor:
  - Michael Mann - Collateral
- Melhor Diretor Estreante:
  - Zach Braff - Garden State
- Melhor Roteiro Adaptado: 
  - Sideways - Alexander Payne e Jim Taylor
- Melhor Roteiro Original: 
  - Eternal Sunshine of the Spotless Mind - Charlie Kaufman
- Melhor Documentário:
  - Born into Brothels
- Melhor Filme de Animação: 
  - The Incredibles
- Career Achievement:
  - Jeff Bridges
- Prêmio Billy Wilder Award por Excelência em Direção:
  - Miloš Forman
- Special Filmmaking Achievement:
  - Clint Eastwood, por Million Dollar Baby
- Melhor Design de Produção:
  - House of Flying Daggers
- Melhor Trilha Sonora:
  - Jan A. P. Kaczmarek - Finding Neverland
- Career Achievement - Cinema:
  - Caleb Deschanel
- Prêmio William K. Everson de História do Cinema:
  - Richard Schickel
- Prêmio Produtores:
  - Jerry Bruckheimer
- NBR Liberdade de Expressão:
  - Fahrenheit 9/11
  - The Passion of the Christ
  - Conspiracy of Silence
- Reconhecimento especial pela produção dos filmes:
  - The Assassination of Richard Nixon
  - Before Sunset
  - The Door in the Floor
  - Enduring Love
  - Eternal Sunshine of the Spotless Mind
  - Facing Windows
  - Garden State
  - A Home at the End of the World
  - Imaginary Heroes
  - Since Otar Left
  - Stage Beauty
  - Undertow
  - The Woodsman